# ريجي جونسون (لاعب كرة سلة مواليد 1957)
ريجي جونسون (بالإنجليزية: Reggie Johnson)‏ مواليد 25 يونيو 1957 في أتلانتا، هو لاعب كرة سلة محترف أمريكي سابق بدأ مسيرته الاحترافية في سنة 1980 حيث تم اختياره من قبل فريق سان أنطونيو سبرز خلال الدرافت، وحمل الرقم 32 و44 و33. يبلغ طوله 6 قدم 9 بوصة (2.1 م). اعتزل اللعب في 1995.

## فرق لعب لها
- سان أنطونيو سبرز
- كليفلاند كافالييرز
- سكرامنتو كينغز
- فيلادلفيا سفنتي سيكسرز
- بروكلين نتس
- جوفينتوت بادالونا

## روابط خارجية
- ريغي جونسون على موقع إن بي أي (الإنجليزية)
- ريغي جونسون على موقع سبورتس رفرنس (الإنجليزية)
- ريغي جونسون على موقع الدوري الإسباني لكرة السلة (الإسبانية)
- ريغي جونسون على موقع كلية كرة السلة في سبورتس رفرنس.كوم (الإنجليزية)
- ريغي جونسون على موقع ريلجم (الإنجليزية)
- ريغي جونسون على موقع بروبوليرز (الإنجليزية)
- ريغي جونسون على موقع سبورتس رفرنس (الإنجليزية)